# Скин-ефект
Скин-ефект или повърхностен ефект се нарича ефекта на намаляване на амплитудата на електромагнитните вълни в зависимост от честотата при тяхното проникване в дълбочина на проводящата среда. Като резултат от този ефект, променливият ток с по-висока честота, при протичането си не се разпределя равномерно в цялото сечение на проводника, а се разпределя със значителна плътност предимно в повърхностния слой.

## Физическа картина на явлението
Около всеки проводник по който протича електрически ток, се създава магнитно поле, изразяващо се чрез концентрични силови линии с център оста на проводника. Увеличаването на тока променя индукцията на магнитното поле, но не променя формата на силовите линии. Затова във всяка точка вътре в проводника производната на магнитното поле {\displaystyle {\frac {\partial B}{\partial t}}} е насочена по допирателната към линията на индукцията на магнитното поле и следователно линията {\displaystyle {\frac {\partial B}{\partial t}}} също е окръжност, съвпадаща с линията на индукцията на магнитното поле. Променящото се магнитно поле по закона на електромагнитната индукция
{\displaystyle \operatorname {rot} \,\mathbf {E} =-{\frac {\partial B}{\partial t}}}
създава електрическо индукционно поле, силовите линии на което са затворени криви около линиите на индукцията на магнитното поле. Векторът на напрегнатостта на индукционното поле в области по-близки към оста на проводника е насочен противоположно на вектора на напрегнатостта на електрическото поле, създавано от протичащия ток, а в по-далечните – съвпада с тях. В резултат на това плътността на тока се намалява в областта около оста на проводника и се увеличава близо до повърхността на проводника. С тази промяна и с нейната зависимост от честотата се проявява същността на скин-ефекта.

### Математическа обосновка
Изхожда се от уравнението на Максуел,
{\displaystyle \operatorname {rot} \mathbf {B} =\mu \mathbf {j} }, където
{\displaystyle \mathbf {B} } е векторът на магнитната индукция,
{\displaystyle \mathbf {j} } е плътността на електрическия ток.
Изразът за {\displaystyle \mathbf {j} } по закона на Ом е
{\displaystyle \mathbf {j} =\gamma \mathbf {E} }
Като се диференцират по време двете части на уравнението, намираме:
{\displaystyle \operatorname {rot} {\frac {\partial \mathbf {B} }{\partial t}}=\mu \gamma {\frac {\partial \mathbf {E} }{\partial t}}}
{\displaystyle -\operatorname {rot} \operatorname {rot} \mathbf {E} =\mu \gamma {\frac {\partial E}{\partial t}}}.
Понеже
{\displaystyle \operatorname {rot} \operatorname {rot} \mathbf {E} =\operatorname {grad} \operatorname {div} \mathbf {E} -\nabla ^{2}\mathbf {E} } и {\displaystyle \operatorname {div} \mathbf {E} =0}
окончателно се получава:
{\displaystyle \nabla ^{2}\mathbf {E} =\mu \gamma {\frac {\partial E}{\partial t}}}.
За опростяване на решението се предполага, че токът тече по безкрайно дълъг проводник с еднородна структура, заемащо полупространството y>0 по направление на оста X. Повърхността на проводника е плоскост Y=0. По такъв начин,
{\displaystyle j_{x}=j_{x}(y,t),\qquad j_{y}=j_{z}=0},
{\displaystyle E_{x}=E_{x}(y,t),\qquad E_{y}=E_{z}=0}.
Тогава
{\displaystyle {\frac {\partial ^{2}E_{x}}{\partial y^{2}}}=\mu \gamma {\frac {\partial E_{x}}{\partial t}}}.
В това уравнение всички величини са хармонични, зависими са от t и може да се положат:
{\displaystyle E_{x}(y,t)=E_{0}(y)e^{i\omega t}}.
Като се замести израза в горното уравнение, се получава уравнение с решение спрямо {\displaystyle E_{0}(y)}:
{\displaystyle {\frac {d^{2}E_{0}}{dy^{2}}}=i\gamma \mu \omega E_{0}}.
Общото решение на това уравнение е:
{\displaystyle E_{0}=A_{1}e^{-ky}+A_{2}e^{ky}}.
Като се знае, че {\displaystyle k={\sqrt {i\gamma \mu \omega }}=\alpha (1+i)}, където {\displaystyle \alpha ={\sqrt {\frac {\gamma \mu \omega }{2}}}}, намираме
{\displaystyle E_{0}=A_{1}e^{-\alpha y}e^{-i\alpha y}+A_{2}e^{\alpha y}e^{i\alpha y}}.
Второто събираемо е физически недопустимо. При отдалечаване от повърхността на проводника т.е. при ({\displaystyle y\rightarrow \infty }), то ще расте неограничено. Следователно, {\displaystyle A_{2}=0} и в качество на физически приемливо решение остава само първото събираемо. Тогава решението на задачата е във вида:
{\displaystyle E_{0}=A_{1}e^{-\alpha y}e^{i(\omega t-\alpha y)}}.
Действителната част на този израз е комплексно число. Ако от този израз се премине с помощта на съотношението по закона на Ом, цитирано по-горе {\displaystyle \mathbf {j} =\gamma \mathbf {E} } за плътността на тока ще се получи
{\displaystyle j_{x}(y,t)=j_{0}A_{1}e^{-\alpha y}\cos {(\omega t-\alpha y)}}.
Като се има предвид, че {\displaystyle j_{x}(0,0)=j_{0}} е амплитудата на плътността на тока по повърхността на проводника, ще се достигне до следното разпределение на обемната плътност на тока в проводника:
{\displaystyle j_{x}(y,t)=j_{0}e^{-\alpha y}\cos {(\omega t-\alpha y)}}.

## Дебелина на скин-слоя
Обемната плътност на тока е максимална върху повърхността на проводника. При отдалечаване от повърхността в дълбочина на проводника, тя намалява и на дълбочина {\displaystyle \Delta } става в пъти по-малка. Затова практически целият ток е съсредоточен в слоя с дебелина {\displaystyle \Delta } и на основание по-горе получените зависимости дебелината на слоя е равна на
{\displaystyle \Delta ={\sqrt {\frac {2}{\gamma \mu \omega }}}}.
Очевидно, че при достатъчно висока честота {\displaystyle \omega } дебелината на скин-слоя може да бъде много малка. Като пример може да се приведе зависимостта на дебелината на скин-слоя от честотата за меден проводник:
| Честота | {\displaystyle \Delta } |
| ------- | ----------------------- |
| 60 Hz   | 8,57 mm                 |
| 10 kHz  | 0,66 mm                 |
| 100 kHz | 0,21 mm                 |
| 1 MHz   | 66 мкм                  |
| 10 MHz  | 21 мкм                  |

За приблизителното определяне дебелината на скин-слоя в метал може да се използва следната емпирична формула:
{\displaystyle \Delta =c{\sqrt {2{\frac {\varepsilon _{0}}{\omega \mu _{m}}}\rho }}}.
Тук {\displaystyle \varepsilon _{0}} = 8,85419×10−12 F/m — е абсолютната диелектрическа проницаемост, {\displaystyle \rho } – специфично съпротивление, c – скоростта на светлината, {\displaystyle \mu _{m}} – относителната магнитна проницаемост (близка до единица за материали като мед, сребро, и др., кръговата честота {\displaystyle \omega =2\pi \cdot f}.
Всичките величини са изразени с единици от система СИ. Работна формула за определянето на скин-слоя може да бъде и
{\displaystyle \Delta =503{\sqrt {\frac {\rho }{\mu _{m}f}}}},
където {\displaystyle \rho } е специфичното съпротивление, микроома на метър например за мед 0.01724. {\displaystyle \mu _{m}}е относителната магнитна проницаемост, например за мед 1.0. {\displaystyle f} е честотата, в MHz. Резултатът е в микрометри.

## Борба с ефекта
С увеличение на честотата на променливия ток, скин-ефекта се проявява по-силно, което налага да се отчита при изчисление и конструиране на електрически схеми, работещи с променлив ток или в режимите на импулсно управление. Прилагат се технологични методи за намаляване на скин-ефекта, като се посребряват медните проводници и с това се намалява специфичното съпротивление в повърхностния слой. Посребряване се използва и при направата на трептящи кръгове. Характеристиките на трептящите кръгове и тяхното качество като показател не се влошават значително и с ниското активно съпротивление на повърхностния слой не водят до бързо затихване на електрическите трептения в трептящия контур. За намаляване на скин-ефекта в трептящите кръгове се използва т.нар. литцендрат – проводник съставен от преплетени тънки проводници изолирани помежду си.
Указаните методи за борба с вредното явление не са приложими при радиоелектронното оборудване работещо на свръхвисоки честоти. В тези случаи се създават трептящи кръгове с особена форма – обемни резонатори, а преносните линии са вълноводи.

## Използване
Скин-ефекта е полезен при индукционното загряване и закаляване на метали.
Проявява се и при фарадеевия кафез, който защитава електрониката в себе си.
Намаляване на смущения поради резонансни явления.
|  | Тази страница частично или изцяло представлява превод на страницата „Скин-еффект“ в Уикипедия на руски. Оригиналният текст, както и този превод, са защитени от Лиценза „Криейтив Комънс – Признание – Споделяне на споделеното“, а за съдържание, създадено преди юни 2009 година – от Лиценза за свободна документация на ГНУ. Прегледайте историята на редакциите на оригиналната страница, както и на преводната страница, за да видите списъка на съавторите. ВАЖНО: Този шаблон се отнася единствено до авторските права върху съдържанието на статията. Добавянето му не отменя изискването да се посочват конкретни източници на твърденията, които да бъдат благонадеждни. |